# William Compton, 5. Marquess of Northampton

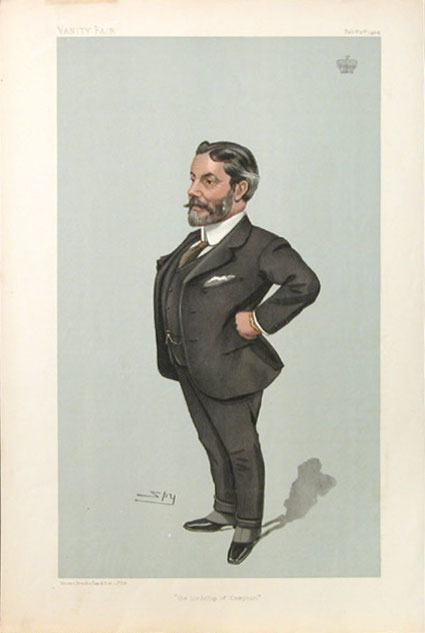
Karikatur des William Compton, 5. Marquess of Northampton, in der Vanity Fair, 1904

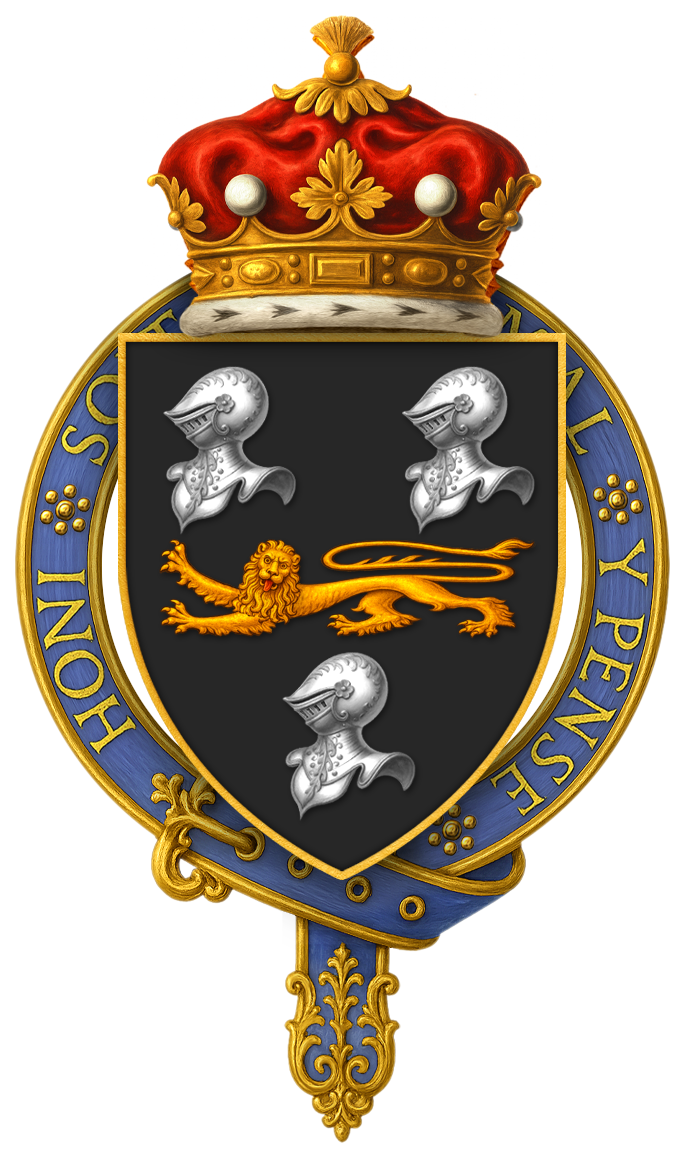
Wappen des 5. Marquess of Northampton als Ritter des Hosenbandordens

William George Spencer Scott Compton, 5. Marquess of Northampton, KG, KGStJ (* 23. April 1851 in Castle Ashby House, Northamptonshire; † 15. Juni 1913 in Acqui Terme, Piemont) war ein britischer Peer und Politiker der Liberal Party.

## Jugend
William Compton war der zweite Sohn des Admirals William Compton, 4. Marquess of Northampton (1818–1897) aus dessen Ehe mit Eliza Elliot († 1877), Tochter des Admirals Hon. Sir George Elliot (1784–1863). Als Sohn eines Marquess führte er ab 1877 das Höflichkeitsprädikat Lord und nachdem er am 5. September 1887 beim Tod seines älteren Bruders Charles Heir apparent seines Vaters wurde, den Höflichkeitstitel Earl Compton.
Er besuchte das Eton College und schloss ein Studium am Trinity College der Universität Cambridge als Bachelor of Arts ab. Anschließend trat er in den Diplomatischen Dienst ein und wurde zweiter Sekretär in den Britischen Botschaften in Paris, Rom und St. Petersburg. Im Anschluss diente er von 1880 bis 1882 dem Lord Lieutenant of Ireland, Francis Cowper, 7. Earl Cowper, als Privatsekretär, bevor er im Dezember 1885 als Abgeordneter der Liberal Party für den Wahlkreis Stratford-on-Avon in das House of Commons gewählt wurde. Dieses Mandat hatte er bis zum Juli 1886 inne. Von 1889 bis 1897 war er erneut Abgeordneter, diesmal für den Wahlkreis Barnsley. Im September 1897 erbte er beim Tod seines Vaters dessen Adelstitel als 5. Marquess of Northampton, 5. Earl Compton, 13. Earl of Northampton und 5. Baron Wilmington. Er wurde dadurch Mitglied des House of Lords und schied dazu aus dem House of Commons aus.
Lord Northampton erbte von seinem Vater große Ländereien in Clerkenwell und im Norden Londons. 1889, bei der Gründung des County of London, wurde er für Finsbury ins neue London County Council gewählt. Von 1892 bis 1895 fungierte er als County Alderman. Zusätzlich war er Friedensrichter für Warwickshire und Northamptonshire.
Lord Northampton war 1902 Präsident der British and Foreign Bible Society. Da dies ein Krönungsjahr war, überreichte er König Eduard VII. die Krönungsbibel. Seit 1908 war er Honorary Colonel der London Heavy Brigade der Royal Garrison Artillery. 1910 war er Sondergesandter an ausländischen Höfen, um die Thronbesteigung von König Georg V. anzukündigen. Ab 1912 war er Lord Lieutenant von Warwickshire.
Lord Northampton wurde 1900 als Knight of Grace in den Order of St John und 1908 als Knight Companion in den Hosenbandorden aufgenommen.

## Familie
1884 heiratete er Hon. Mary Florence Baring, Erbtochter von Bingham Baring, 2. Baron Ashburton. Sie hatten drei Kinder:
- William Bingham Compton, 6. Marquess of Northampton (1885–1978), ⚭ 1921 Lady Emma Margery Thynne (1893–1982), Tochter von Thomas Thynne, 5. Marquess of Bath;
- Lady Margaret Louisa Lizzie Compton (1886–1970), ⚭ 1905 Edward Douglas Loch, 2. Baron Loch (1873–1942), Major-General der British Army;
- Lord Spencer Douglas Compton (1893–1915).

Seine Gattin Mary starb am 1. Juni 1902, im Alter von 41 Jahren, auf dem Familiensitz Castle Ashby House, nach einer langen Krankheit der Progressiven Paralyse. Lord Northampton überlebte sie um elf Jahre, bevor er plötzlich und unerwartet in Italien verstarb. Er wurde in Castle Ashby begraben. Seine Adelstitel fielen an seinen älteren Sohn William. Sein jüngerer Sohn Spencer fiel als Lieutenant der Royal Horse Guards während der Zweiten Flandernschlacht am 13. Mai 1915 in der Schlacht von Frezenberg. Seine Leiche wurde nie gefunden.